# Universitat Tècnica de Riga
La Universitat Tècnica de Riga (en letó: Rīgas Tehniskā universitāte) és la universitat tècnica més antiga dels països bàltics establerta el 14 d'octubre de 1862, -anteriorment coneguda com a Institut Politècnic de Riga (Rīgas Politehniskais institūts)- es troba a Riga capital de Letònia.

## Institut Politècnic de Riga, 1862-1918
EL Politècnic de Riga es va establir per primera vegada en 1862 i va ser el primer institut politècnic a la Rússia Imperial. Oferia graus en agricultura, química, enginyeria, mecànica, comerç i arquitectura, amb l'educació en llengua alemanya. El 1896, va passar a dir-se Institut Politècnic de Riga i la llengua d'instrucció va canviar al rus.
Quan la Primera Guerra Mundial va començar el 1914, l'Institut Politècnic de Riga va ser traslladat a Moscou i va romandre allà fins al 1918. Després, part de la facultat va tornar a Letònia i es va unir a l'acabada de crear Universitat de Letònia.

## Universitat Tècnica de Riga, 1958-present
L'Institut Politècnic de Riga va ser restablert el 1958 per la divisió dels departaments d'enginyeria de la Universitat de Letònia. El 1990, va ser tornada a anomenar com la Universitat Tècnica de Riga. La universitat consta actualment de 8 facultats: 
- Facultat d'Arquitectura i Urbanisme
- Facultat de Construcció i Enginyeria civil
- Facultat de Ciències de la computació i Tecnologia de la Informació
- Facultat d'Electrònica i Telecomunicacions
- Facultat d'Enginyeria econòmica
- Facultat de Ciència dels materials i Química aplicada
- Facultat d'Electrotècnia
- Facultat de Transport i Enginyeria mecànica

## Escola de Negocis de Riga
L'Escola de Negocis de Riga (en letó: RTU Rīgas Biznesa Skola) és una institució d'administració d'educació dintre de la Universitat Tècnica de Riga. Va ser fundada el 1991, en estrecha col·laboració amb la Universitat Estatal de Nova York a Buffalo (Estats Units) i la Universitat d'Ottawa (Canadà), i va ser la primera d'educació superior de les institucions als països bàltics que oferien programes de Màster en administració d'empreses (MBA) en anglès.

## Professors i alumnes notables
- Wilhelm Ostwald – Premi Nobel de Química, facultat 1881-1887
- Alfred Rosenberg – polític alemany, ministre dels Territoris Ocupats de l'Est, ex alumne
- Paul Walden – químic, inventor del nitrat etilamoni com el primer exemple d'un líquid iònic, ex alumne
- Ignacy Mościcki – president de Polònia (1922–1939), ex alumne
- Władysław Anders – a general in the Polish army and a politician with the Polish government-in-exile
- Zbigņevs Stankevičs – Roman Catholic metropolitan archbishop of Riga (2010–), ex alumne
- Moisei Ginzburg – arquitecte i urbanista rus (1892–1946), ex alumne
- Zigfrīds Anna Meierovics – Primer Ministre d'Afers Exteriors i segon Primer Ministre de la República de Letònia, graduat (1911)
- Hugo Celmiņš – Polític, activista social,dues vegades Primer Ministre de Letònia, graduat (1903
- Andris Bērziņš – President de la República de Letònia, 2011, graduat (1971)
- Valdis Dombrovskis – Primee Ministre de Letònia 2009, graduat (1995)
- Piers Bohl (1865-1921) - matemàtic, professor de 1895 a 1921.